# Bahía James
La bahía James (en inglés: James Bay; en francés: Baie James; y en cree, Wînipekw) es un gran golfo de Canadá localizada en el extremo sur de la bahía de Hudson, consideradas ambas generalmente parte del océano Ártico. Las costas de la bahía James forman parte de las provincias de Quebec y de Ontario, aunque todas las islas de la bahía —incluso la gran isla Akimiski— forman parte del territorio de Nunavut. En la cuenca de la bahía James se localizan varios de los principales proyectos hidroeléctricos del país y también es un destino de recreo muy popular para el disfrute de los ríos. Varias comunidades se encuentran cerca o al lado de la bahía James, incluido un buen número de comunidades aborígenes, como los kashechewan y nueve comunidades pertenecientes al Gran Consejo de los Crees del norte de Quebec.
La bahía James fue descubierta por los occidentales en 1610, cuando Henry Hudson penetró en sus aguas durante la exploración de la gran bahía que ahora lleva su nombre en la búsqueda del ansiado Paso del Noroeste. Ha sido un lugar  importante en la historia de Canadá, ya que, al ser uno de los sectores más hospitalarios de la bahía de Hudson, la Compañía de la Bahía de Hudson fundó en ella el primer puesto para el comercio de pieles, Rupert House. El tráfico comercial continuó en la zona hasta la década de 1940, aunque casi desde el inicio perdió importancia en favor de otros puestos comerciales de la ribera occidental, aunque fue la puerta de entrada para los asentamientos ingleses en lo que se convertirá en la actual provincia de Manitoba (Winnipeg, por ejemplo) y más al oeste hasta las montañas Rocallosas.

## Geografía

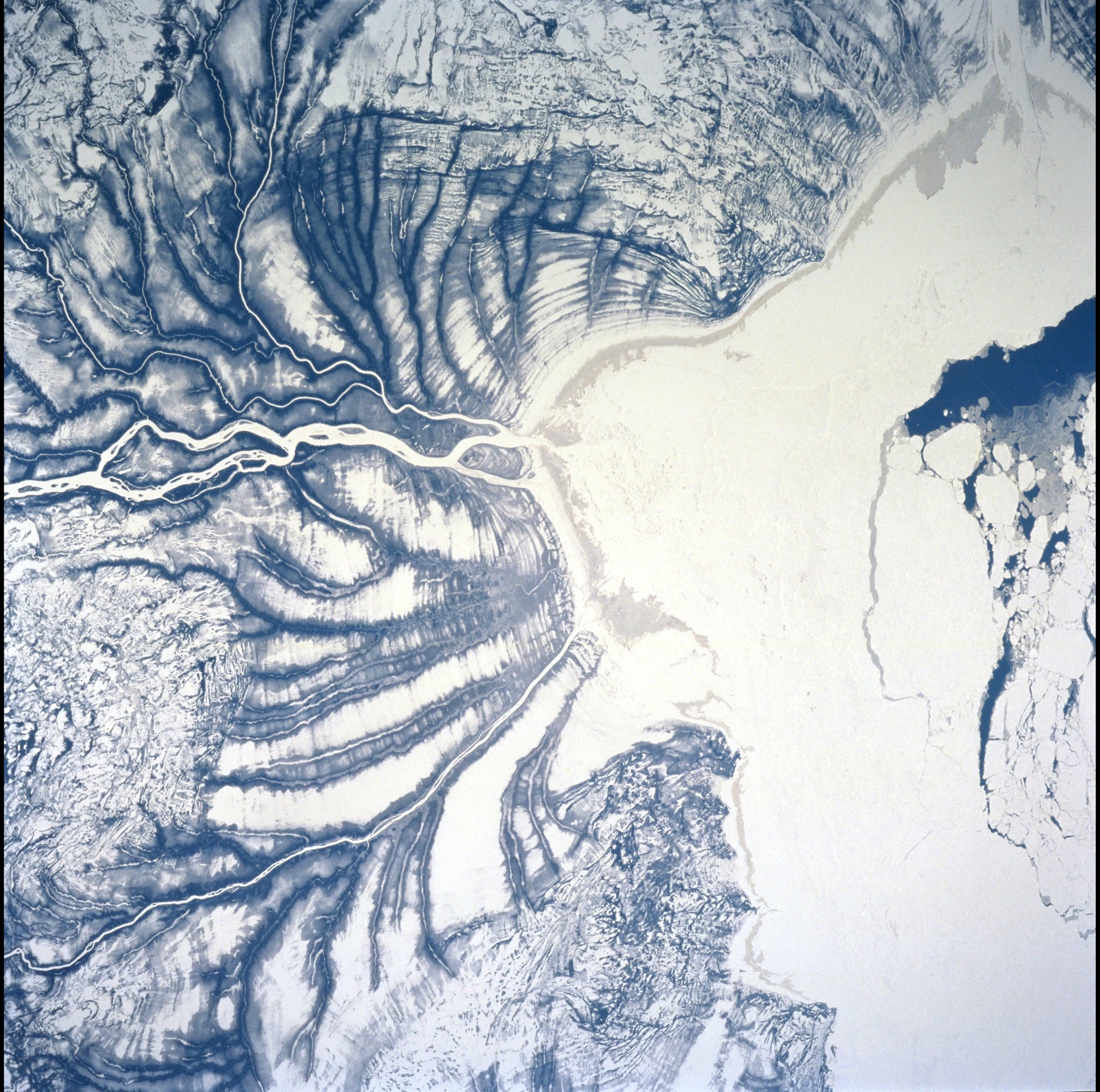
La bahía Hannah, al sureste de la bahía James.

La bahía James representa el límite sur de la ecozona del archipiélago ártico marino, mientras que las zonas costeras están principalmente en las llanuras de Hudson (Hudson Plains) y las que bordean la costa noreste de Quebec están en la ecozona de la Taiga Escudo. La orilla oriental de la bahía forma el borde occidental de la región del escudo Canadiense, en Quebec. Como tal, el terreno es rocoso y montañoso, con un bosque boreal. La costa occidental se caracteriza por las grandes tierras bajas de tundra que son una extensión de las tierras bajas de la bahía de Hudson. Su vegetación es principalmente muskeg. Una gran parte de esta área es parte del parque provincial Polar Bear (Polar Bear Provincial Park). 
Cientos de ríos desembocan en la bahía James. La geografía de la zona hace que muchos tengan características similares. Tienden a ser muy anchos y poco profundos cerca de la bahía (en las tierras bajas de bahía James), mientras que en el curso alto son más estrechos y escarpados (ya que corren sobre el escudo Canadiense).

### Bahía Hannah
La bahía Hannah es la parte más meridional de la bahía James, una amplia bahía donde desembocan el Kesagami y el río Harricana. Cerca de 238 km² están protegido por la «Ley Convención sobre Aves Migratorias» de Canadá («Migratory Birds Convention Act») como el Hannah Bay Bird Sanctuary. Este santuario también ha sido designado como un Humedal de Importancia Internacional en virtud de la Convención de Ramsar desde mayo de 1987. 
Las costas en esta área son una mezcla intermareal de barro, arena y sales, de aguas estuarinas, pantanos intermareales, estanques de agua dulce, pantanos, y bosques con turba.

## Historia

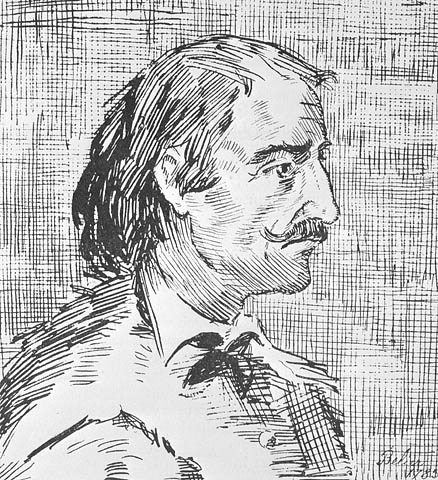
Pierre-Esprit Radisson, fundador del primer puesto comercial en la bahía.

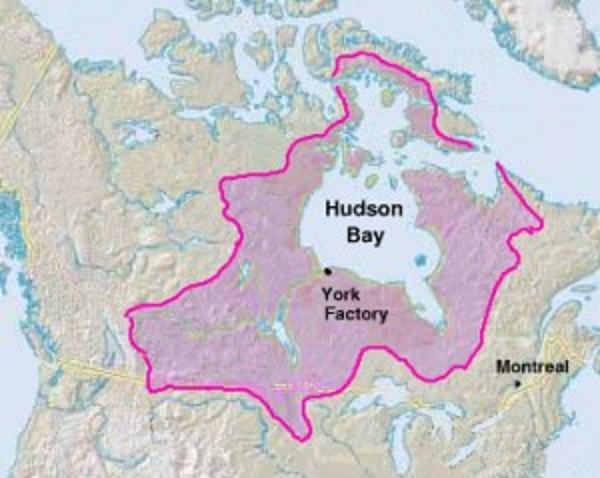
La Tierra de Rupert, de la que forma parte la bahía James

Hay evidencias arqueológicas de que la presencia humana a lo largo de las costas de la bahía se remonta a la retirada de los glaciares al final de la última edad de hielo, hace unos 8000 años. Cuando se produjo el contacto con los europeos, los pueblos indígenas que habitaban ambas riberas de la bahía eran pueblos étnicamente cree.
La bahía atrajo por primera vez la atención de los europeos a principios del siglo XVII. En 1610, Henry Hudson partió de Inglaterra en el último de sus viajes patrocinado por una recién creada compañía de caballeros ingleses. Con su nuevo navío, el Discovery, se lanzó a la búsqueda del paso del Noroeste. A mediados del año había atravesado el estrecho de Hudson y alcanzado la bahía que ahora lleva su nombre, la bahía de Hudson, donde pasó tres meses explorando las islas y costas orientales. En la creencia de que se encontraba en el Pacífico, navegó rumbo sur hasta la bahía James. En noviembre el barco quedó atrapado en el hielo y después de pasar un duro invierno a causa del frío y la escasez de alimentos, se generalizó la discordia entre la tripulación que , acabó amotinándose en junio de 1611. Hudson, su hijo y otros siete miembros de la tripulación fueron abandonados a su suerte en un pequeño bote y nunca más se supo de ellos. Los pocos amotinados que consiguieron sobrevivir al viaje de regreso pudieron llegar a Inglaterra donde fueron encarcelados.
El también capitán de navío inglés, Thomas James (1593-1635), con el mismo propósito de descubrir el Paso del Noroeste, realizó un viaje de dos años en 1631 con un solo buque, el Henrietta Maria. James exploró la bahía de Hudson y el 1 de septiembre de 1631 se internó en la parte meridional de la bahía, que en su honor lleva ahora el nombre de bahía James. Pasó ese invierno en la isla Charlton, antes de continuar su viaje por el océano Ártico en el verano de 1632. Las desgarradoras experiencias del viaje, en el que en varias ocasiones estuvo a punto de perecer en el hielo, fueron publicadas en 1633, a su regreso de la travesía, en un libro llamado «The Strange and Dangerous Voyage of Captaine Thomas James» [El extraño y peligroso viaje del capitán Thomas James].
El dúo de cuñados franceses, Pierre-Esprit Radisson y Médard des Groseilliers, exploradores y comerciantes de pieles, convencieron a la Corona inglesa —principalmente al Príncipe Ruperto de Baviera, un favorecido primo tanto de Carlos I como de Carlos II— que una empresa colonial en el norte de Canadá produciría abundantes riquezas en minerales y pieles. En junio de 1668 ambos partieron de Inglaterra a bordo de dos navíos mercantes fletados por el príncipe Ruperto, el Eaglet y el Nonsuch, con los que penetraron en la bahía de Hudson desde el norte. Así descubrieron una ruta más corta a esa región que eliminaba la necesidad de penetrar por el río San Lorenzo, entonces controlado por los franceses. Solamente el Nonsuch, un velero de dos palos tipo ketch, capitaneado por Zachariah Gillam, llegó a la bahía con Des Groseilliers a bordo, dado que el Eaglet sufrió daños en una tormenta y tuvo que regresar a Inglaterra con Radisson. Des Groseilliers y Gillam fundaron conjuntamente el primer puesto comercial de pieles en la bahía James, el asentamiento de Fort Rupert, en la desembocadura del río Rupert. 
La expedición fue en su conjunto un éxito rotundo que condujo a la fundación en 1670, por parte de los ingleses, de la Compañía de la Bahía de Hudson (Hudson's Bay Company, o HBC), apadrinada por Carlos II, que les otorgó una carta de garantía que concedía a la Compañía el monopolio comercial completo de todos los ríos de la cuenca de la bahía de Hudson (incluyendo la bahía James). Al mismo tiempo, se formó la primera colonia inglesa en lo que hoy es territorio continental de Canadá, Tierra de Rupert (Rupert's Land), que tenía como primera capital Fort Rupert (luego Fort Charles). El hecho de que el primer gobernador colonial, Charles Baley (existen diferentes ortografías), fuera un cuáquero podría haber sido un factor importante en el estilo de relaciones establecidas entre la Sociedad y sus socios comerciales, las tribus de la región conocidas como First Nations. 
La bahía James fue en adelante importante en la historia de Canadá, ya que al ser uno de los lugares más hospitalarios de la región de la bahía de Hudson fue el origen de la expansión británica en la región centrada en el crecimiento de la Compañía de la Bahía de Hudson. 
La importancia de la captura de pieles continuó en la región, pero en general la costa oriental (East Main) de la bahía James tenía demasiado fácil acceso a los franceses y a los comerciantes independientes del sur, así que el interés de la Compañía de la Bahía de Hudson fue rápidamente desplazado hacia el interior, a comerciar con las capturas llegadas desde las costas occidentales de la bahías de James y de Hudson. La bahía James siguió siendo, sin embargo, la puerta de entrada para los futuros pobladores de los nuevos asentamientos ingleses en el interior, en lo que llegarían a ser Manitoba (Winnipeg, por ejemplo) y los más lejanos situados al oeste, en las montañas Rocallosas.

## Desarrollo humano

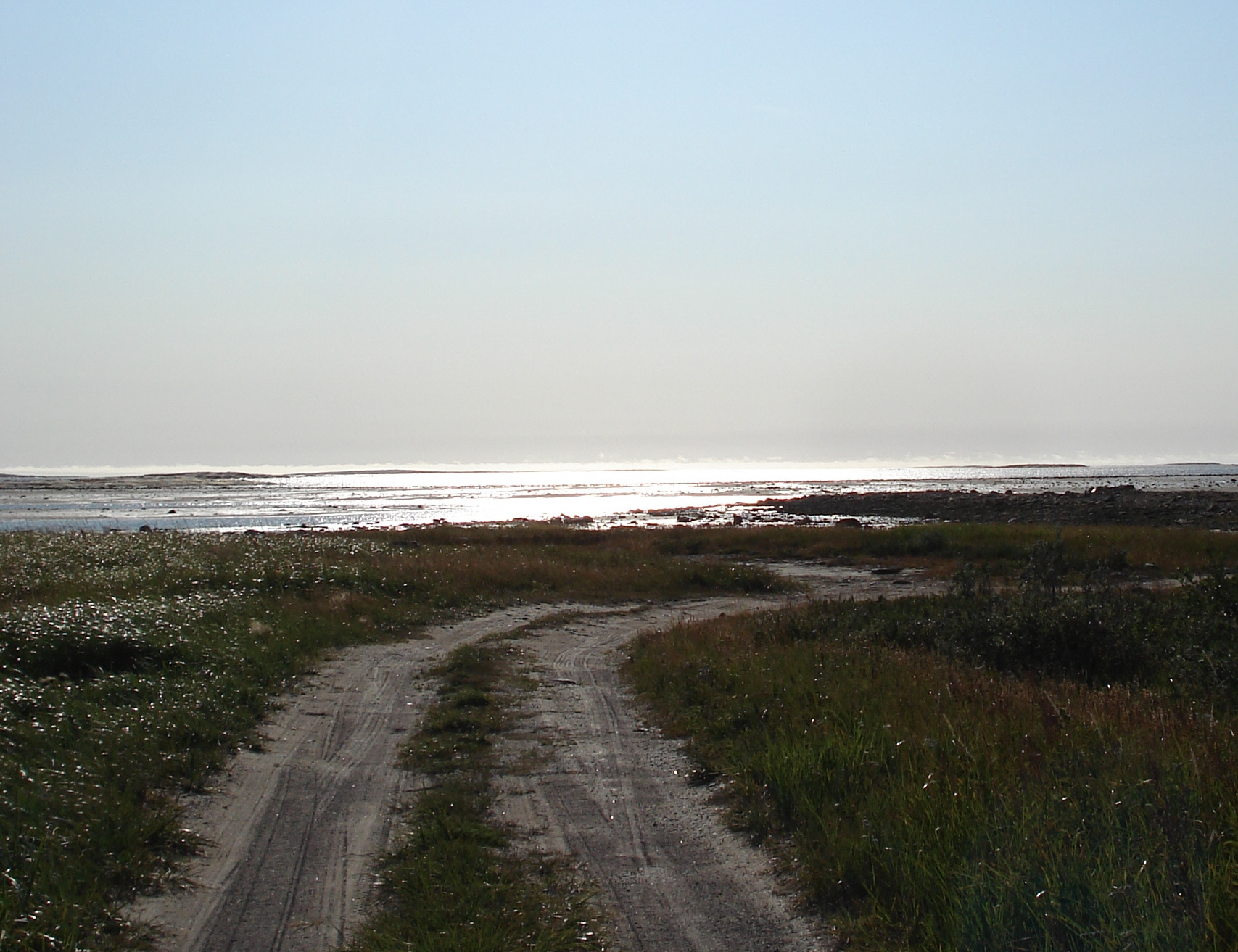
Bahía James, cerca de Chisasibi, Quebec.

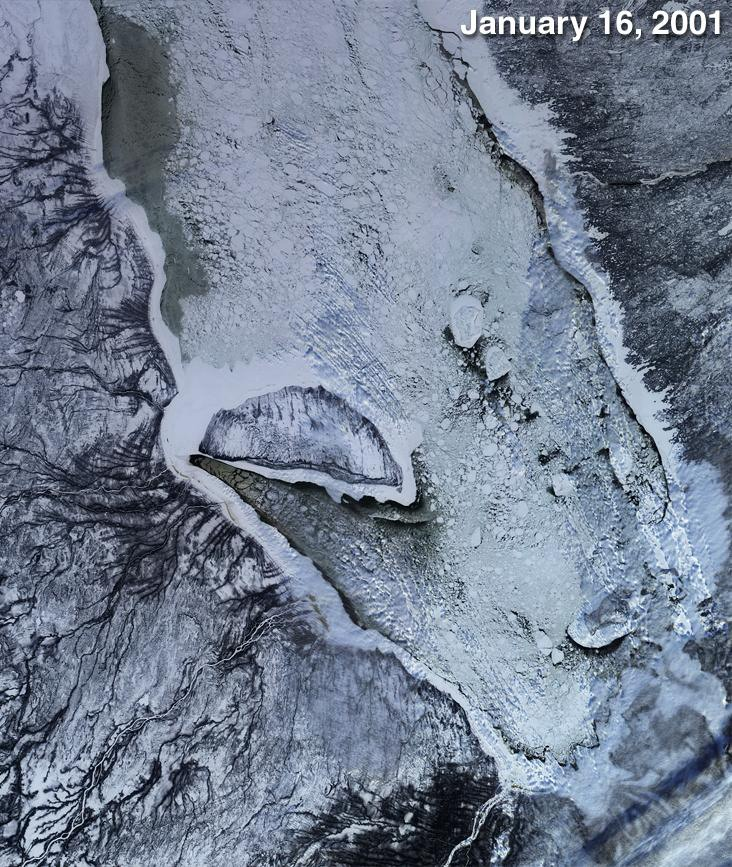
Bahía James (satélite, invierno).

### Comunidades ribereñas
Las orillas de la bahía James están escasamente pobladas. En la costa oriental hay nueve comunidades costeras pertenecientes a los crees, el pueblo aborigen de la región.

### Desarrollo económico
La zona de la bahía James ha recobrado importancia en los últimos decenios debido al proyecto hidroeléctrico Proyecto de la bahía de James («James Bay Project»). Desde 1971, el Gobierno de Quebec ha levantado grandes presas en los ríos de la cuenca de la bahía James, en particular el río La Grande y el río Eastmain. Construido entre 1974 y 1996, el complejo La Grande tiene una capacidad de generación combinada de 16 021 MW y produce cerca de 83 000 000 000 kWh de electricidad cada año, alrededor de la mitad del consumo de la provincia de Quebec. La energía también se exporta en gran parte a amplias zonas del estado de Nueva York, mediante una gran línea de alta tensión que conecta directamente con la red de Estados Unidos. El Proyecto de la Bahía James continúa en expansión, con una nueva fase que implica la desviación del río Rupert, iniciada en 2007. 
Otro gran proyecto de desarrollo propuesto, el del «Gran Reciclaje y Desarrollo de Canal del Norte» (Great Recycling and Northern Development Canal), pretende la construcción de un gran dique para separar el sur de la bahía de James de la bahía de Hudson, lo que convertiría la zona en un lago de agua dulce, debido a los numerosos ríos que desembocan en él. El principal beneficio esperado sería redirigir esta agua dulce para el consumo humano de la región de los Grandes Lagos. Parece muy poco probable que el Gran Canal se construya nunca.

## Zona de recreo

### El uso de canoas y piraguas
Muchos de los ríos que desembocan en la bahía de James son destinos populares para la práctica del piragüismo y el remo en canoas. Los más populares son los siguientes:
- río Albany (Ontario);
- río Moose (Ontario);
- río Missinaibi, declarado como un sistema de ríos del patrimonio canadiense (Canadian Heritage River);
- río Broadback (Quebec);
- río Rupert (Quebec), que en 2007 va a ser desviado para un desarrollo hidroeléctrico;

Dos de los ríos menos frecuentados son el río Groundhog y el río Harricana. El Groundhog es menos visitado ahora debido a la serie de siete presas que se han construido a uno o dos días desde el río Moose. Los piragüistas pueden ponerse en contacto con la empresa que gestiona la presa y disponer lo necesario para ser remolcados en torno a las represas por compañías de camiones, pero tienen que concertar específicamente la hora y no pueden llegar tarde. El Groundhog desemboca en el río Mattagami después de un conjunto de rápidos conocido como Seven-Mile. El Mattagami pasa entonces al río Moose. En la confluencia de los ríos Missinaibi y Mattagami comienza nominalmente el río Moose, marcado por una isla conocida como isla de Portage. Este punto lleva unos dos o tres días de viaje en canoa desde Moosonee. A pesar de que el Missinaibi y el Groundhog tienen aguas bastante altas en el verano, el Moose va a menudo muy bajo. Dependiendo de las mareas, los grupos de canoistas tienen que caminar largos tramos del río. Los rápidos en el Groundhog tienden a ser más grande y más técnicos que los de la Missinaibi, pero los cámpines son pocos y poco equipados, ya que el número de viajeros es mucho menor. 
El río Harricana desemboca en la bahía James varias millas al este de la localidad de Moosonee, de modo que cualquier persona que desee tomar esa ruta debe dedicar alrededor de dos días en cruzar la bahía, una propuesta extremadamente peligrosa si las mareas y las condiciones meteorológicas son desfavorables. 
El punto de acceso más común para los palistas en esta área es Moosonee, en el extremo sur de la bahía de James. Un camping en el Parque Provincial Tidewater proporciona grandes terrenos de acampada con barbacoas y dependencias sobre una isla situada al otro lado del río en la ciudad. Taxis de agua pueden llevar a las personas de ida y vuelta por un dólar canadiense cada uno. Muchos de los ríos acaban cerca de Moosonee y los remadores pueden tomar al final del viaje el  Polar Bear Express, un tren al sur de Cochrane. 
La ciudad de  Waskaganish (Quebec) es la ciudad más al norte y al este de la bahía James. Es accesible a través de la James Bay Road y es el punto final para los viajes a Broadback, Pontax y a los ríos de Rupert (la propia ciudad está situada en la desembocadura del río Rupert).